# Sebastiania macrocarpa
Sebastiania macrocarpa är en törelväxtart som beskrevs av Johannes Müller Argoviensis. Sebastiania macrocarpa ingår i släktet Sebastiania och familjen törelväxter. Inga underarter finns listade i Catalogue of Life.